# Devil in Ohio
Devil in Ohio ou Le Diable en Ohio au Québec, est une mini-série américaine en huit épisodes d'environ 44 minutes, créée par Daria Polatin et mise en ligne le 2 septembre 2022 sur Netflix.
Il s'agit de l'adaptation du roman homonyme de Daria Polatin.

## Synopsis
Mae, jeune fille, s’enfuit de sa famille et se retrouve hospitalisée dans le service où travaille Suzanne Mathis, psychiatre au passé compliqué. 
Mae présente une blessure très importante dans le dos, en forme de pentagramme inversé, ce qui laisse supposer qu’elle se soit échappée d’une secte et que sa vie est en danger. 
Le docteur Suzanne Mathis décide alors de la prendre en charge en tant que famille d’accueil. La présence de Mae va bouleverser l’équilibre de cette famille et la mettre en danger.

## Distribution

### Acteurs principaux
- Emily Deschanel (VF : Anne Massoteau) : Dr Suzanne Mathis
- Sam Jaeger (VF : Sylvain Agaësse) : Peter Mathis
- Gerardo Celasco (VF : Thomas Roditi) : l'inspecteur Lopez
- Madeleine Arthur (VF : Valérie Bescht) : Mae
- Xaria Dotson (VF : Alice Orsat) : Jules Mathis
- Alisha Newton (VF : Pauline Ziadé) : Helen Mathis
- Naomi Tan (VF : Clara Soares) : Dani Mathis

### Acteurs secondaires
- Djouliet Amara (VF : Amélia Ewu) : Tatiana Nelson
- Jason Sakaki (VF : Tom Trouffier) : Isaac Kimura
- Marci T. House (VF : Géraldine Asselin) : Adele Thornton
- Samantha Ferris (VF : Brigitte Berges) : Rhoda Morrison
- Bradley Stryker (VF : Jean-Rémi Tichit) : le shérif Wilkins
- Evan Ellison (VF : Simon Koukissa-Barney) : Sebastian Zelle
- Ty Wood (VF : Oscar Douieb) : Teddy Harrington
- Eva Bourne (VF : Laëtitia Coryn) : Gina Brooks
- Tahmoh Penikett (VF : Guillaume Bourboulon) : Malachi (le père de Mae)
- Caroline Cave (VF : Marine Lemonnier) : Abigail Dodd (la mère de Mae)
- Keenan Tracey (VF : Arnaud Laurent) : Noah

 Source et légende : version française (VF) sur RS Doublage

## Production

### Développement
Le 15 septembre 2021, on annonce que Netflix a commandé une série de huit épisodes à Devil In Ohio, une série limitée basée sur le roman homonyme de Daria Polatin. Cette dernière, Rachel Miller et Andrew Wilder sont producteurs exécutifs et Ian Hay, producteur. La romancière sert également de showrunner. La série limitée devrait être diffusée le 2 septembre 2022.

### Tournage
Le tournage commence le 8 septembre 2021, à Vancouver (Canada), et s'achève le 13 décembre de la même année,.

### Fiche technique
Sauf indication contraire, les informations mentionnées dans cette section peuvent être confirmées par la base de données cinématographiques IMDb,  présente dans la section « Liens externes ».
- Titre original et français : Devil in Ohio
- Titre québécois : Le Diable en Ohio
- Création : Daria Polatin
- Musique : Will Bates
- Sociétés de production : 1001 Pictures et Haven
- Société de distribution : Netflix
- Pays de production :  États-Unis
- Langue originale : anglais
- Format : couleur
- Genre : thriller
- Durée : 40 à 49 minutes

## Épisodes
1. Sous tes ailes (Broken Fall)
2. Sanctuaire (Sanctuary)
3. Le Gardien de ma mère (Mother's Keeper)
4. Mon refuge et ma forteresse (Rely-upon)
5. Un feu dévorant (Alight)
6. Mon amour et moi (My Love and I)
7. Par le sang (By Blood)
8. L'Aube du jour (The Dawning)